# ارکرات
شهر ارکرات در ایالت نوردراین-وستفالن در کشور آلمان واقع شده است.

## نگارخانه

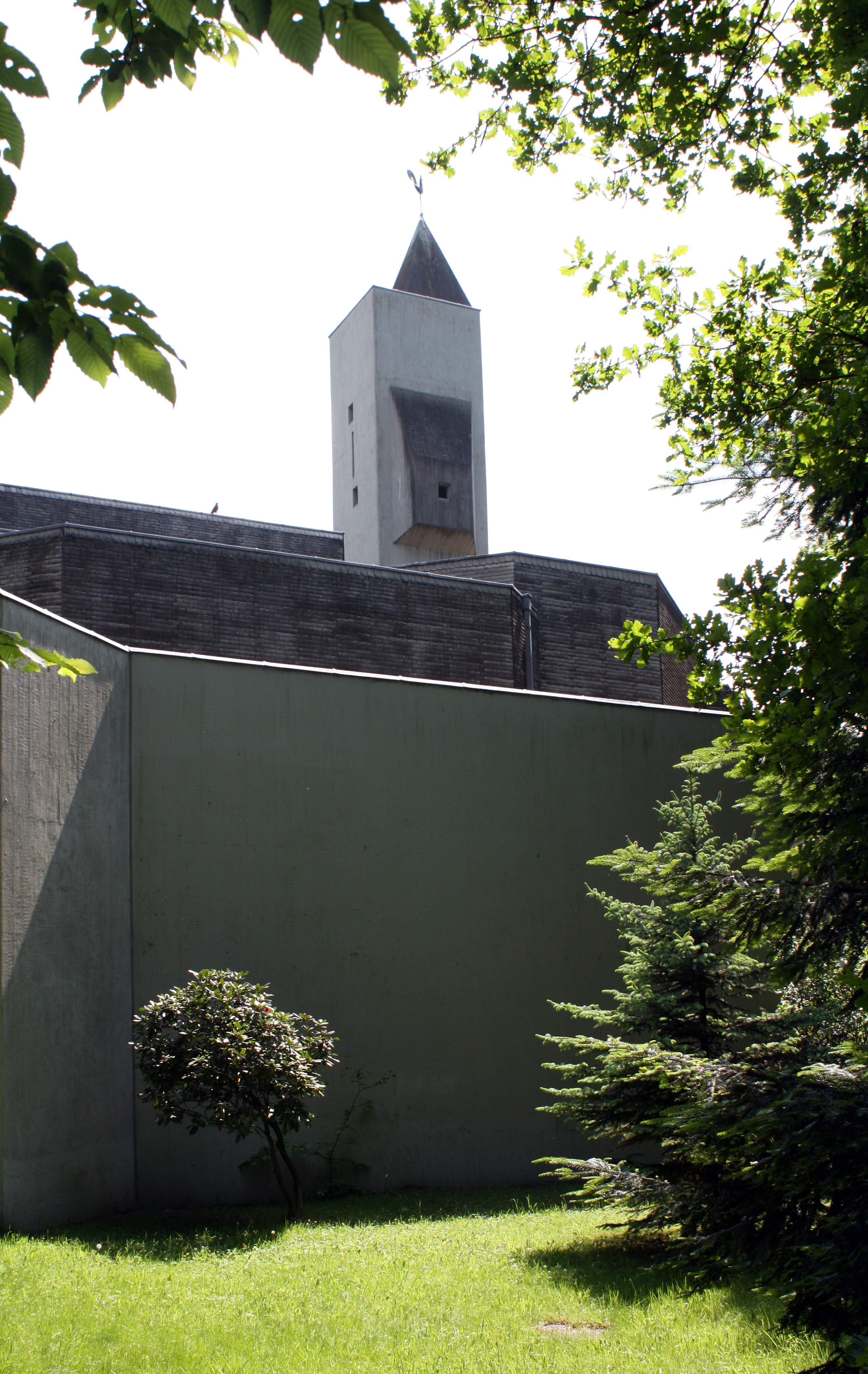
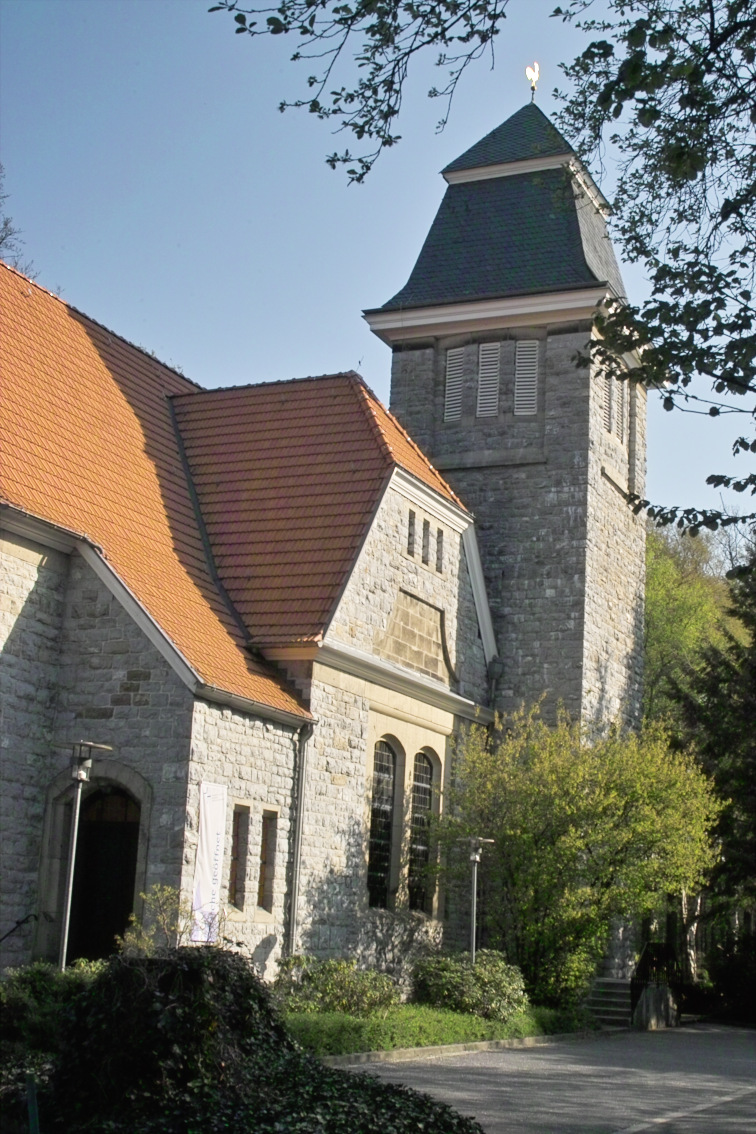